# Pseudoleskeopsis imbricata
Pseudoleskeopsis imbricata är en bladmossart som beskrevs av Thériot 1929. Pseudoleskeopsis imbricata ingår i släktet Pseudoleskeopsis och familjen Leskeaceae. Inga underarter finns listade i Catalogue of Life.